# Телериг (село)
Телериг (болг. Телериг) — село в Болгарии. Находится в Добричской области, входит в общину Крушари. Население составляет 535 человек.

## Политическая ситуация
В местном кметстве Телериг, в состав которого входит Телериг, должность кмета (старосты) исполняет Петыр Колев Генов (Болгарская социалистическая партия (БСП)) по результатам выборов правления кметства.
Кмет (мэр) общины Крушари — Добри Стоянов Стефанов (Движение за права и свободы (ДПС)) по результатам выборов 2007 года в правление общины.